# Saison 1995-1996 de la LIH
Saison précédente Saison suivante
La Saison 1995-1996 est la cinquante-et-unième saison de la ligue internationale de hockey.
Les Grizzlies de l'Utah remportent la Coupe Turner en battant les Solar Bears d'Orlando en série éliminatoire.

## Saison régulière
La LIH atteint le plus haut nombre d'équipe avec 19 conscessions actives. Ajout à la ligue avant le début de la saison des Solar Bears d'Orlando et des Spiders de San Francisco.
De leur côté, les Gulls de San Diego sont transférés et deviennent les Ice Dogs de Los Angeles, les Wings de Kalamazoo deviennent les K-Wings du Michigan et les champions en titre, les Grizzlies de Denver déménagent pour devenir les Grizzlies de l'Utah.

### Classement de la saison régulière
Pour les significations des abréviations, voir Statistiques du hockey sur glace.
| Équipe                   | PJ | V  | D  | N | DP | PTS | Bp  | Bc  |
| ------------------------ | -- | -- | -- | - | -- | --- | --- | --- |
| Solar Bears d'Orlando    | 82 | 52 | 24 | 0 | 6  | 110 | 352 | 307 |
| Vipers de Détroit        | 82 | 48 | 28 | 0 | 6  | 102 | 310 | 274 |
| Lumberjacks de Cleveland | 82 | 43 | 27 | 0 | 12 | 98  | 334 | 330 |
| Knights d'Atlanta        | 82 | 32 | 41 | 0 | 9  | 73  | 282 | 348 |
| Aeros de Houston         | 82 | 29 | 45 | 0 | 8  | 66  | 262 | 328 |

| Équipe                | PJ | V  | D  | N | DP | PTS | Bp  | Bc  |
| --------------------- | -- | -- | -- | - | -- | --- | --- | --- |
| Admirals de Milwaukee | 82 | 40 | 32 | 0 | 10 | 90  | 290 | 307 |
| Wolves de Chicago     | 82 | 40 | 34 | 0 | 8  | 88  | 288 | 310 |
| Rivermen de Peoria    | 82 | 39 | 38 | 0 | 5  | 83  | 274 | 290 |
| Blades de Kansas City | 82 | 39 | 38 | 0 | 5  | 83  | 288 | 326 |
| Moose du Minnesota    | 82 | 30 | 45 | 0 | 7  | 67  | 254 | 332 |

| Équipe                 | PJ | V  | D  | N | DP | PTS | Bp  | Bc  |
| ---------------------- | -- | -- | -- | - | -- | --- | --- | --- |
| Cyclones de Cincinnati | 82 | 51 | 22 | 0 | 9  | 111 | 318 | 247 |
| K-Wings du Michigan    | 82 | 40 | 24 | 0 | 18 | 98  | 290 | 272 |
| Ice d'Indianapolis     | 82 | 43 | 33 | 0 | 6  | 92  | 304 | 295 |
| Komets de Fort Wayne   | 82 | 39 | 35 | 0 | 8  | 86  | 276 | 296 |

| Équipe                   | PJ | V  | D  | N | DP | PTS | Bp  | Bc  |
| ------------------------ | -- | -- | -- | - | -- | --- | --- | --- |
| Thunder de Las Vegas     | 82 | 57 | 17 | 0 | 8  | 122 | 380 | 249 |
| Grizzlies de l'Utah      | 82 | 49 | 29 | 0 | 4  | 102 | 291 | 232 |
| Spiders de San Francisco | 82 | 40 | 32 | 0 | 10 | 90  | 278 | 283 |
| Roadrunners de Phoenix   | 82 | 36 | 35 | 0 | 11 | 83  | 267 | 281 |
| Ice Dogs de Los Angeles  | 82 | 32 | 36 | 0 | 14 | 78  | 305 | 336 |

### Meilleurs pointeurs
Nota : PJ = Parties Jouées, B  = Buts, A = Aides, Pts = Points
| Joueur           | Équipe            | PJ | B  | A  | Pts |
| ---------------- | ----------------- | -- | -- | -- | --- |
| Rob Brown        | Chicago           | 79 | 52 | 91 | 143 |
| Craig Fisher     | Orlando           | 82 | 74 | 56 | 130 |
| Steve Maltais    | Chicago           | 81 | 56 | 66 | 122 |
| Patrice Lefebvre | Las Vegas         | 77 | 36 | 78 | 114 |
| Todd Simon       | Las Vegas/Détroit | 71 | 45 | 64 | 109 |
| Mark Beaufait    | Orlando           | 77 | 30 | 79 | 109 |
| John Purves      | San Francisco     | 75 | 56 | 49 | 105 |
| Sergei Zholtok   | Las Vegas         | 82 | 51 | 50 | 101 |
| Dave Barr        | Orlando           | 82 | 38 | 62 | 100 |
| Daniel Shank     | Détroit/Las Vegas | 68 | 50 | 48 | 98  |

## Séries éliminatoires
|  | Huitièmes de finale      | Huitièmes de finale   |                        |   | Quarts de finale | Quarts de finale |  |  | Demi-finales | Demi-finales |  |  | Finale | Finale |
|  | Huitièmes de finale      | Huitièmes de finale   |                        |   | Quarts de finale | Quarts de finale |  |  | Demi-finales | Demi-finales |  |  | Finale | Finale |
|  |                          |                       |                        |   |                  |                  |  |  |              |              |  |  |        |        |
|  |                          |                       |                        |   |                  |                  |  |  |              |              |  |  |        |        |
|  |                          |                       |                        |   |                  |                  |  |  |              |              |  |  |        |        |
|  | Thunder de Las Vegas     | 3                     |                        |   |                  |                  |  |  |              |              |  |  |        |        |
|  | Thunder de Las Vegas     | 3                     |                        |   |                  |                  |  |  |              |              |  |  |        |        |
|  | Roadrunners de Phoenix   | 1                     |                        |   |                  |                  |  |  |              |              |  |  |        |        |
|  | Roadrunners de Phoenix   | 1                     | Thunder de Las Vegas   | 4 |                  |                  |  |  |              |              |  |  |        |        |
|  |                          |                       | Thunder de Las Vegas   | 4 |                  |                  |  |  |              |              |  |  |        |        |
|  |                          | Wolves de Chicago     | 1                      |   |                  |                  |  |  |              |              |  |  |        |        |
|  | Wolves de Chicago        | Wolves de Chicago     | 1                      | 3 |                  |                  |  |  |              |              |  |  |        |        |
|  | Wolves de Chicago        |                       |                        | 3 |                  |                  |  |  |              |              |  |  |        |        |
|  | Spiders de San Francisco | 1                     |                        |   |                  |                  |  |  |              |              |  |  |        |        |
|  | Spiders de San Francisco | 1                     | Thunder de Las Vegas   | 2 |                  |                  |  |  |              |              |  |  |        |        |
|  |                          |                       | Thunder de Las Vegas   | 2 |                  |                  |  |  |              |              |  |  |        |        |
|  |                          | Grizzlies de l'Utah   | 3                      |   |                  |                  |  |  |              |              |  |  |        |        |
|  | Grizzlies de l'Utah      | Grizzlies de l'Utah   | 3                      | 3 |                  |                  |  |  |              |              |  |  |        |        |
|  | Grizzlies de l'Utah      |                       |                        | 3 |                  |                  |  |  |              |              |  |  |        |        |
|  | Blades de Kansas City    | 2                     |                        |   |                  |                  |  |  |              |              |  |  |        |        |
|  | Blades de Kansas City    | 2                     | Grizzlies de l'Utah    | 4 |                  |                  |  |  |              |              |  |  |        |        |
|  |                          |                       | Grizzlies de l'Utah    | 4 |                  |                  |  |  |              |              |  |  |        |        |
|  |                          | Rivermen de Peoria    | 3                      |   |                  |                  |  |  |              |              |  |  |        |        |
|  | Rivemen de Peoria        | Rivermen de Peoria    | 3                      | 3 |                  |                  |  |  |              |              |  |  |        |        |
|  | Rivemen de Peoria        |                       |                        | 3 |                  |                  |  |  |              |              |  |  |        |        |
|  | Admirals de Milwaukee    | 2                     |                        |   |                  |                  |  |  |              |              |  |  |        |        |
|  | Admirals de Milwaukee    | 2                     | Grizzlies de l'Utah    | 4 |                  |                  |  |  |              |              |  |  |        |        |
|  |                          |                       | Grizzlies de l'Utah    | 4 |                  |                  |  |  |              |              |  |  |        |        |
|  |                          | Solar Bears d'Orlando | 0                      |   |                  |                  |  |  |              |              |  |  |        |        |
|  | Cyclones de Cincinnati   | Solar Bears d'Orlando | 0                      | 3 |                  |                  |  |  |              |              |  |  |        |        |
|  | Cyclones de Cincinnati   |                       |                        | 3 |                  |                  |  |  |              |              |  |  |        |        |
|  | Knights d'Atlanta        | 0                     |                        |   |                  |                  |  |  |              |              |  |  |        |        |
|  | Knights d'Atlanta        | 0                     | Cyclones de Cincinnati | 4 |                  |                  |  |  |              |              |  |  |        |        |
|  |                          |                       | Cyclones de Cincinnati | 4 |                  |                  |  |  |              |              |  |  |        |        |
|  |                          | K-Wings du Michigan   | 3                      |   |                  |                  |  |  |              |              |  |  |        |        |
|  | K-Wings du Michigan      | K-Wings du Michigan   | 3                      | 3 |                  |                  |  |  |              |              |  |  |        |        |
|  | K-Wings du Michigan      |                       |                        | 3 |                  |                  |  |  |              |              |  |  |        |        |
|  | Lumberjacks de Cleveland | 0                     |                        |   |                  |                  |  |  |              |              |  |  |        |        |
|  | Lumberjacks de Cleveland | 0                     | Cyclones de Cincinnati | 3 |                  |                  |  |  |              |              |  |  |        |        |
|  |                          |                       | Cyclones de Cincinnati | 3 |                  |                  |  |  |              |              |  |  |        |        |
|  |                          | Solar Bears d'Orlando | 4                      |   |                  |                  |  |  |              |              |  |  |        |        |
|  | Vipers de Détroit        | Solar Bears d'Orlando | 4                      | 3 |                  |                  |  |  |              |              |  |  |        |        |
|  | Vipers de Détroit        |                       |                        | 3 |                  |                  |  |  |              |              |  |  |        |        |
|  | Ice d'Indianapolis       | 2                     |                        |   |                  |                  |  |  |              |              |  |  |        |        |
|  | Ice d'Indianapolis       | 2                     | Vipers de Détroit      | 3 |                  |                  |  |  |              |              |  |  |        |        |
|  |                          |                       | Vipers de Détroit      | 3 |                  |                  |  |  |              |              |  |  |        |        |
|  |                          | Solar Bears d'Orlando | 4                      |   |                  |                  |  |  |              |              |  |  |        |        |
|  | Solar Bears d'Orlando    | Solar Bears d'Orlando | 4                      | 3 |                  |                  |  |  |              |              |  |  |        |        |
|  | Solar Bears d'Orlando    |                       |                        | 3 |                  |                  |  |  |              |              |  |  |        |        |
|  | Komets de Fort Wayne     | 2                     |                        |   |                  |                  |  |  |              |              |  |  |        |        |
|  | Komets de Fort Wayne     | 2                     |                        |   |                  |                  |  |  |              |              |  |  |        |        |

### Huitième de finale
| Date     | Visiteur  | Pointage | Receveur  |
| -------- | --------- | -------- | --------- |
| 17 avril | Phoenix   | 4-5      | Las Vegas |
| 22 avril | Phoenix   | 1-4      | Las Vegas |
| 26 avril | Las Vegas | 0-5      | Phoenix   |
| 27 avril | Las Vegas | 4-2      | Phoenix   |

Les Thunder de Las Vegas remportent la série 3 à 1.
| Date     | Visiteur      | Pointage | Receveur      |
| -------- | ------------- | -------- | ------------- |
| 19 avril | Chicago       | 2-4      | San Francisco |
| 20 avril | Chicago       | 4-1      | San Francisco |
| 24 avril | San Francisco | 1-3      | Chicago       |
| 28 avril | San Francisco | 1-2 (P)  | Chicago       |

Les Wolves de Chicago remportent la série 3 à 1.
| Date     | Visiteur    | Pointage | Receveur    |
| -------- | ----------- | -------- | ----------- |
| 18 avril | Kansas City | 0-2      | Utah        |
| 19 avril | Kansas City | 3-2      | Utah        |
| 26 avril | Utah        | 2-3 (P)  | Kansas City |
| 27 avril | Utah        | 3-1      | Kansas City |
| 30 avril | Kansas City | 1-3      | Utah        |

Les Grizzlies de l'Utah remportent la série 3 à 2.
| Date     | Visiteur  | Pointage | Receveur  |
| -------- | --------- | -------- | --------- |
| 18 avril | Peoria    | 2-3      | Milwaukee |
| 20 avril | Peoria    | 4-2      | Milwaukee |
| 22 avril | Milwaukee | 4-5 (P)  | Peoria    |
| 24 avril | Milwaukee | 4-3 (P)  | Peoria    |
| 28 avril | Peoria    | 5-4      | Milwaukee |

Les Rivermen de Peoria remportent la série 3 à 2.
| Date     | Visiteur   | Pointage | Receveur   |
| -------- | ---------- | -------- | ---------- |
| 19 avril | Atlanta    | 3-4      | Cincinnati |
| 20 avril | Atlanta    | 4-5 (P)  | Cincinnati |
| 26 avril | Cincinnati | 2-0      | Atlanta    |

Les Cyclones de Cincinnati remportent la série 3 à 0.
| Date     | Visiteur  | Pointage | Receveur  |
| -------- | --------- | -------- | --------- |
| 19 avril | Michigan  | 3-2 (P)  | Cleveland |
| 20 avril | Michigan  | 4-3 (P)  | Cleveland |
| 24 avril | Cleveland | 1-4      | Michigan  |

Les K-Wings du Michigan remportent la série 3 à 0.
| Date     | Visiteur     | Pointage | Receveur     |
| -------- | ------------ | -------- | ------------ |
| 19 avril | Indianapolis | 3-2      | Détroit      |
| 20 avril | Indianapolis | 3-0      | Détroit      |
| 26 avril | Détroit      | 6-5      | Indianapolis |
| 28 avril | Détroit      | 4-3      | Indianapolis |
| 29 avril | Indianapolis | 2-4      | Détroit      |

Les Vipers de Détroit remportent la série 3 à 2.
| Date     | Visiteur   | Pointage | Receveur   |
| -------- | ---------- | -------- | ---------- |
| 17 avril | Fort Wayne | 6-1      | Orlando    |
| 20 avril | Fort Wayne | 1-2      | Orlando    |
| 26 avril | Orlando    | 1-3      | Fort Wayne |
| 27 avril | Orlando    | 5-2      | Fort Wayne |
| 30 avril | Fort Wayne | 2-3      | Orlando    |

Les Solar Bears d'Orlando remportent la série 3 à 2.

### Quarts de Finale
| Date   | Visiteur  | Pointage | Receveur  |
| ------ | --------- | -------- | --------- |
| 3 mai  | Chicago   | 5-3      | Las Vegas |
| 4 mai  | Chicago   | 2-6      | Las Vegas |
| 8 mai  | Las Vegas | 7-5      | Chicago   |
| 10 mai | Las Vegas | 3-2 (P)  | Chicago   |
| 12 mai | Las Vegas | 6-4      | Chicago   |

Les Thunder de Las Vegas remportent la série 4 à 1.
| Date   | Visiteur | Pointage | Receveur |
| ------ | -------- | -------- | -------- |
| 3 mai  | Peoria   | 4-2      | Utah     |
| 4 mai  | Peoria   | 2-3      | Utah     |
| 8 mai  | Utah     | 3-1      | Peoria   |
| 10 mai | Utah     | 9-2      | Peoria   |
| 11 mai | Utah     | 1-2      | Peoria   |
| 13 mai | Peoria   | 2-0      | Utah     |
| 15 mai | Peoria   | 0-3      | Utah     |

Les Grizzlies de l'Utah remportent la série 4 à 3.
| Date    | Visiteur   | Pointage | Receveur   |
| ------- | ---------- | -------- | ---------- |
| 1er mai | Michigan   | 2-3      | Cincinnati |
| 3 mai   | Cincinnati | 1-4      | Michigan   |
| 4 mai   | Cincinnati | 4-5 (P)  | Michigan   |
| 10 mai  | Michigan   | 5-3      | Cincinnati |
| 11 mai  | Michigan   | 2-4      | Cincinnati |
| 13 mai  | Cincinnati | 8-4      | Michigan   |
| 15 mai  | Michigan   | 2-3      | Cincinnati |

Les Cyclones de Cincinnati remportent la série 4 à 3.
| Date   | Visiteur | Pointage | Receveur |
| ------ | -------- | -------- | -------- |
| 4 mai  | Détroit  | 3-6      | Orlando  |
| 6 mai  | Orlando  | 7-4      | Détroit  |
| 9 mai  | Détroit  | 3-1      | Orlando  |
| 13 mai | Orlando  | 3-5      | Détroit  |
| 14 mai | Orlando  | 3-5      | Détroit  |
| 16 mai | Détroit  | 0-5      | Orlando  |
| 18 mai | Détroit  | 4-5      | Orlando  |

Les Solar Bears d'Orlando remportent la série 4 à 3.

### Demi-finales
| Date   | Visiteur  | Pointage | Receveur  |
| ------ | --------- | -------- | --------- |
| 20 mai | Utah      | 2-6      | Las Vegas |
| 21 mai | Utah      | 2-0      | Las Vegas |
| 23 mai | Las Vegas | 3-4      | Utah      |
| 25 mai | Las Vegas | 5-3      | Utah      |
| 27 mai | Las Vegas | 3-5      | Utah      |
| 28 mai | Utah      | 7-4      | Las Vegas |

Les Grizzlies de l'Utah remportent la série 4 à 2.
| Date   | Visiteur   | Pointage | Receveur   |
| ------ | ---------- | -------- | ---------- |
| 20 mai | Orlando    | 3-5      | Cincinnati |
| 21 mai | Cincinnati | 2-5      | Orlando    |
| 23 mai | Cincinnati | 4-1      | Orlando    |
| 24 mai | Orlando    | 6-5 (P)  | Cincinnati |
| 25 mai | Orlando    | 1-4      | Cincinnati |
| 28 mai | Cincinnati | 1-3      | Orlando    |
| 29 mai | Orlando    | 1-0      | Cincinnati |

Les Solar Bears d'Orlando remportent la série 4 à 3.

### Finale
| Date   | Visiteur | Pointage | Receveur |
| ------ | -------- | -------- | -------- |
| 2 juin | Utah     | 3-2 (P)  | Orlando  |
| 4 juin | Utah     | 4-3 (P)  | Orlando  |
| 6 juin | Orlando  | 2-4      | Utah     |
| 8 juin | Orlando  | 2-3 (P)  | Utah     |

Les Grizzlies de l'Utah remportent la série 4 à 0.

## Trophées remis
- Collectifs :
  - Coupe Turner (champion des séries éliminatoires) : Grizzlies de l'Utah.
  - Trophée Fred-A.-Huber (champion de la saison régulière) : Thunder de Las Vegas.
- Individuels :
  - Trophée du commissaire (meilleur entraîneur) : Butch Goring, Grizzlies de l'Utah.
  - Trophée Leo-P.-Lamoureux (meilleur pointeur) : Rob Brown, Wolves de Chicago.
  - Trophée James-Gatschene (MVP) : Stéphane Beauregard, Spiders de San Francisco.
  - Trophée N.-R.-« Bud »-Poile (meilleur joueur des séries) : Tommy Salo, Grizzlies de l'Utah.
  - Trophée Garry-F.-Longman (meilleur joueur recrue) : Konstantin Chafranov, Komets de Fort Wayne.
  - Trophée Ken-McKenzie (meilleur recrue américaine) : Brett Lievers, Grizzlies de l'Utah.
  - Trophée des gouverneurs (meilleur défenseur) : Greg Hawgood, Thunder de Las Vegas.
  - Trophée James-Norris (gardien avec la plus faible moyenne de buts alloués) : Tommy Salo et Mark McArthur, Grizzlies de l'Utah.
  - Ironman Award (durabilité/longévité) : Sergei Zholtok, Thunder de Las Vegas.
  - Homme de l'année en LIH (implication dans sa communauté) : Graeme Townshend, Aeros de Houston.